# 教育妈妈
教育妈妈（日语：／ Kyōiku-mama */?），是日本的一个贬义词，指日本现代社会的一种母亲形象。这种母亲无情地驱使自己的孩子读书，以致孩子的身体和心理發育受到损害，亦对家庭关系造成影响。
对教育妈妈往往存在刻板印象，即妈妈往往是孩子害怕的对象，是学校恐惧症和青少年自杀的成因，也被学习成绩一般的孩子家长羡慕和憎恨。

## 另見
- 虎媽
- 狼爸